# Международни сили на ООН за поддържане на мира
Мироопазващите сили на обединените нации, или Международни сили на ООН за поддържане на мира, разговорно Сините каски (на английски: United Nations Peacekeeping Forces) се наричат въоръжени сили, помощ и улеснения, поставени от страните–членки на разположение и под командването на Организацията на обединените нации за поддържането или възстановяването на международния мир и сигурност.
От 1948 г. са взели участие в многобройни конфликтни региони по света. За ангажираността си с международния мир и сигурност Сините каски са носители на Нобелова награда за мир за 1988 г.
Въоръжените операции на Обединените нации изискват решение на Съвета за сигурност на ООН в съответствие с Глава VII от „Устава на Организацията на обединените нации“.
Военнощабният комитет е отговорен в подчинение на Съвета за сигурност за стратегическото ръководство на всички въоръжени сили, поставени на разположение на Съвета за сигурност.

## История
За пръв път военнослужещи са използвани за посредници през 1947 г. в Гърция в рамките на мисията на ООН „United Nations Special Committee on the Balkans“ (UNSCOB).
Първата акция на невъоръжени военни наблюдатели на ООН е през 1948 в рамките на „United Nations Truce Supervision Organization“(UNTSO) за контрол на примирието в първата Арабско-израелска война
В хода на Суецката война през 1956 се провежда първата операция за поддържане на мира (peacekeeping) с мисията „United Nations Emergency Force“ (UNEF) на ООН и съставените за пръв път въоръжени сили.
По време на кризата в Конго през 1960 г. изпратените в мисията „Opération des Nations Unies au Congo“ (ONUC) мироопазващи сили по предложение на Генералния секретар на ООН Даг Хамаршелд за пръв път използват „сини каски“ и надпис „UN“ на военните си автомобили.

## Списък на мисиите на ООН
Основна стаия Мисии на ООН.

## Операции на ООН за поддържане на мира
Операциите за поддържане на мира на ООН включват 5 основни дейности.
- „Предотвратяване на конфликти“ (conflict prevention). Дългосрочното предотвратяване на конфликти се отнася до структурните източници на конфликтите и има за цел да изгради трайни основи на мира.
- „Възстановяване на мира“ (peacemaking). Възстановяването на мира се отнася до конфликти в развитие и цели тяхното спиране чрез средствата на дипломацията и посредничеството.
- „Поддържане на мира“ (peacekeeping). Поддържането на мира има 50-годишна история, като през последното десетилетие еволюира от традиционния си модел на предимно военно наблюдение на споразумения за прекратяване на огъня или разделителни линии след междудържавни войни към комплексен модел, включващ различни военни и цивилни компоненти, предназначени за изграждане на мира след граждански войни.
- „Налагане на мира“ (peace enforcement). Налагането на мира изключва употребата на сила срещу една от страните в конфликта с цел прекратяване на военните действия.
- „Укрепване на мира“ (peace-building). Укрепването на мира включва реинтегрирането на враждуващите страни в гражданското общество и налагане на върховенството на закона.

## Участие на България
За пръв път България е включена в мисия на ООН през 1992 г. в Камбоджа (UNTAC). Оттогава български представители са участвали в общо 11 мисии на ООН в Ангола (UNAVEM), в Таджикистан (UNMOT), в Етиопия и Еритрея (UNMEE), в Либерия [UNMIl], в Босна и Херцеговина (UNMIBH), в Косово (UNMIK), Северна Македония (UNPREDEP), Хърватия (UNMOP), Афганистан (USCENTCOM) и Ливан (UNIFIL).
Според Министерството на външните работи на Република България с участието си в операции на ООН за поддържане на мира България се ръководи от следните принципи:
- съответствие с конституционните разпоредби и националните интереси на страната;
- прецизен мандат и упражняване на контрол от ООН или делегирана регионална организация, ясни условия на финансиране, ясни рамки за продължителност на операцията и контрол върху изразходваните средства;
- предпочитание към операции от невоенен, граждански тип пред военни операции с рискове за живота на участниците;
- изрично предвидена възможност за предсрочно отзоваване на участници при възникнали трудности.